# Srbijanska ženska vaterpolska reprezentacija
Srbijanska ženska vaterpolska reprezentacija predstavlja državu Srbiju u međunarodnom športu ženskom vaterpolu. Dva puta je nastupila na europskom prvenstvu slijedom toga što je kao domaćin imala izravan plasman. Nikada nastup na velikom natjecanju nije izborila kroz kvalifikacije.

## Nastupi na velikim natjecanjima

### EP 2006.
- 2. rujna 2006.:  Srbija -  Španjolska 4:17
- 3. rujna 2006.:  Srbija -  Nizozemska 6:16
- 4. rujna 2006.:  Srbija -  Mađarska 4:22

- 6. rujna 2006.:  Srbija -  Njemačka 6:15

- plasman: 8. mjesto u konkurenciji 8 momčadi[1]

### EP 2016.
- 11. siječnja 2016.:  Srbija -  Njemačka 13:14
- 13. siječnja 2016.:  Hrvatska -  Srbija 4:8
- 15. siječnja 2016.:  Srbija -  Španjolska 6:21
- 17. siječnja 2016.:  Srbija -  Italija 3:19
- 19. siječnja 2016.:  Francuska -  Srbija 7:6

- za deveto mjesto 22. siječnja 2016.:  Portugal -  Srbija 6:9

### EP 2018.
- 14. srpnja 2018.:  Srbija -  Njemačka 8:9
- 15. srpnja 2018.:  Srbija -  Rusija 2:27
- 17. srpnja 2018.:  Mađarska -  Srbija 23:6
- 19. srpnja 2018.:  Srbija -  Španjolska 2:26
- 21. srpnja 2018.:  Srbija -  Turska 9:6

- za deveto mjesto 23. srpnja 2018.:  Izrael -  Srbija 4:4, 1:2 (pet.)

### EP 2020.
- 12. siječnja 2020.:  Grčka -  Srbija 26:7
- 13. siječnja 2020.:  Rusija -  Srbija 27:2
- 15. siječnja 2020.:  Srbija -  Hrvatska 8:9
- 17. siječnja 2020.:  Slovačka -  Srbija 6:2
- 19. siječnja 2020.:  Srbija -  Mađarska 0:27

- za 11. mjesto (21. siječnja 2020.):  Srbija -  Njemačka 11:11, 2:4 (pet.)